# Varvara Yakovleva
Pour les articles homonymes, voir Varvara Yakovleva (homonymie).
Sainte Barbara d'Alapaïevsk, en russe Varvara Yakovleva, (Варвара (Яковлева), moniale russe née vers 1882, morte martyre le 18 juillet 1918 à Alapaïevsk.
Varvara Yakovleva est l'une des premières sœurs à entrer dans l'ordre monastique de Sainte Marthe et Marie fondée par la grande-duchesse Elizaveta Fiodorovna en 1909. Elle fut déclarée sainte et martyre et canonisée par l'Église orthodoxe russe de l'étranger en 1981, puis par l'Église orthodoxe russe en 1992.

## Biographie
Les origines de Varvara Yakovleva sont à ce jour inconnues. Surnommée Varia, femme de chambre de la grande-duchesse, elle était renommée autant pour sa petite taille que sa grande piété. Elle suivit sa maîtresse au monastère Marthe et Marie que celle-ci avait fondée pour venir en aide aux pauvres de Moscou, où avec ses premières compagnes, elle prononça ses vœux le 15 avril 1910.
Comme toutes les religieuses du monastère, Varvara Yakovleva fut connue dans Moscou pour ses actes de charité. Les sœurs du couvent Marthe et Marie distribuaient de la nourriture aux nécessiteux, mirent en place un foyer pour les femmes souffrant de tuberculose, fondèrent un hôpital, des maisons pour les handicapés physiques, les femmes enceintes et les personnes âgées. Elles créèrent également un orphelinat. Leurs efforts de bienfaisance s'étendirent à toute la Russie et leur valaient le respect des révolutionnaires.

## Exilée
Cependant, en avril 1918, sœur Varvara Yakovleva et la religieuse Ekaterina Yanysheva suivirent Elizaveta Fiodorovna qui, en tant que membre de la famille impériale, était reléguée en exil à Perm. Le 20 mai 1918, refusant de se séparer de leur mère supérieure, Varvara Yakovleva et sœur Ekaterina Yanysheva suivirent Elizaveta Fiodorovna à Alapaïevsk. Dans cette petite ville de Sibérie, les trois religieuses rejoignirent d'autres membres de la Maison Romanov : le prince Vladimir Pavlovitch Paley, les trois frères Ioann Konstantinovitch de Russie, Konstantin Konstantinovitch de Russie et Igor Konstantinovitch de Russie, le grand-duc Sergueï Mikhaïlovitch de Russie et son secrétaire personnel.
À leur arrivée, l'une des religieuses, sœur Ekaterina Yanysheva fut libérée par les Bolcheviks.

## Décès et inhumation
Varvara Yakovleva fut assassinée le 18 juillet 1918. Comme ses compagnons d'exil, elle fut précipitée dans un puits de la mine Selimskaïa d'une profondeur de 15 mètres à quelques kilomètres de la ville d'Alapaïevsk. La chute n'ayant pas été fatale, les bolcheviks tentèrent de les tuer en jetant de gros morceaux de bois et des grenades au fond du puits. L'explosion ensevelit les malheureuses victimes sous les éboulis sans pour autant mettre fin à leurs jours. Les malheureux étaient encore en vie et moururent après une longue et douloureuse agonie. Sœur Varvara Yakovleva décéda quelques jours plus tard des suites de ses blessures. Au moment de son décès, sœur Varvara Yakovleva semblait âgée de 35 ans.
Le 28 septembre 1918, dans l'espoir de sauver les prisonniers de l'école, l'Armée blanche prit Alapaïevsk. Le 8 octobre 1918, les soldats blancs commencèrent à remonter les corps des suppliciés. La dépouille de sœur Varvara Yakovleva fut remontée le 22 octobre 1918.
Huit mois plus tard, la retraite de l'Armée blanche devint évidente, les cercueils furent transportés à Irkoutsk. En ce lieu, les cercueils demeurèrent pendant une durée de six mois. Mais l'avancée de l'Armée rouge les obligèrent à transporter les cercueils vers l'Est. En avril 1920, les cercueils transportés à Pékin furent placés dans la crypte de la chapelle de la mission russe
En 1920, répondant au désir de la grande-duchesse Elizaveta Fiodorovna, sa sœur aînée, la princesse Victoria de Hesse-Darmstadt, marquise de Milford-Haven fit transporter les dépouilles de la grande-duchesse et de sœur Varvara Yakovleva à Jérusalem. Le 30 janvier 1921, leurs dépouilles furent inhumées dans la crypte de l'église Sainte-Marie-Madeleine à Gethsémani.

## Canonisation
Le 2 novembre 1981, sœur Varvara Yakovleva fut canonisée avec ses compagnons d'infortune comme nouvelle martyre par l'Église orthodoxe à l'étranger. En 1992, elle fut déclarée sainte et martyre par l'Église orthodoxe russe.

## Réhabilitation de sœur Varvara Yakovleva
Le 8 juin 2009, le procureur général de Russie réhabilita sœur Varvara Yakovleva à titre posthume. « Toutes ces personnes ont été victimes de la répression sous la forme d'arrestation, de déportation et furent soumises à une surveillance des organes du KGB sans raisons », - a dit le représentant de la Justice de la fédération de Russie

## Transfert de certaines reliques de la grande-duchesse Elizaveta Fiodorovna et de sœur Varvara Yakovleva au monastère des Saintes-Marthe-et-Marie
Le 7 septembre 2009 fut procédé au transfert de certaines reliques de la grande-duchesse Elizaveta Fiodorovna et de la religieuse Varvara Yakovleva. En mai 2009, en l'église Sainte-Marie-Madeleine à Jérusalem fut effectué le prélèvement de certains ossements de la grande-duchesse et de son amie (deux os des épaules). Les saintes reliques furent déposées dans un reliquaire en bois de cyprès et transférées au monastère des Saintes-Marthe-et-Marie à Moscou.

## Liste des sept victimes d'Alapaïevsk

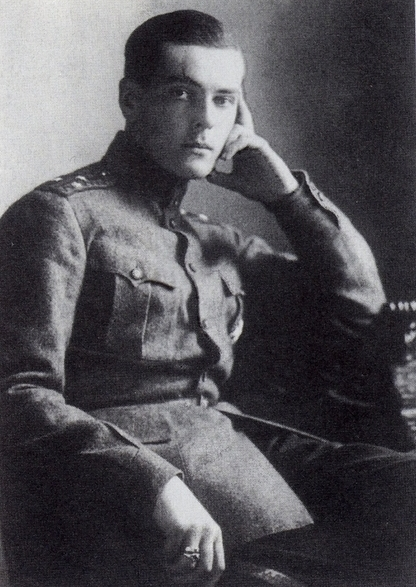
Vladimir Pavlovitch Paley (21 ans)
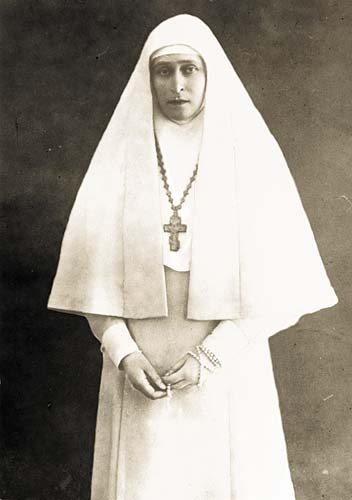
Grande-duchesse Elizaveta Fiodorovna (53 ans)
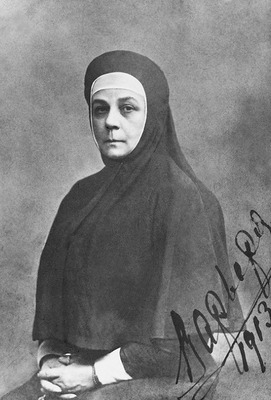
Sœur Varvara Yakovleva (35 ans)
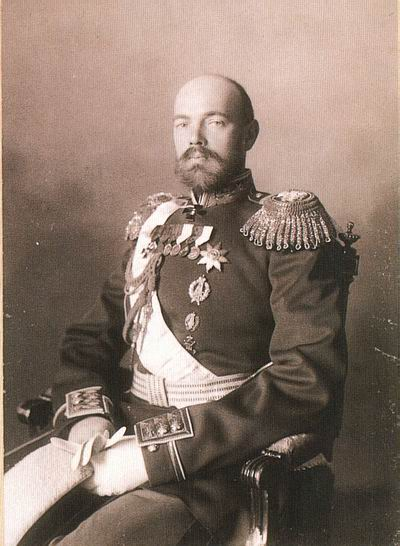
Grand-duc Sergueï Mikhaïlovitch de Russie (48 ans)
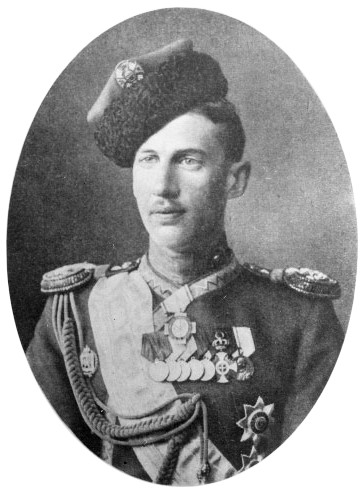
Prince Ioann Konstantinovitch de Russie (32 ans)
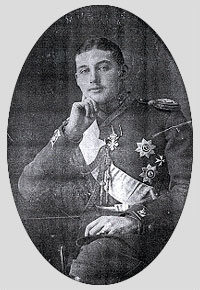
Prince Konstantin Konstantinovitch de Russie (27 ans)
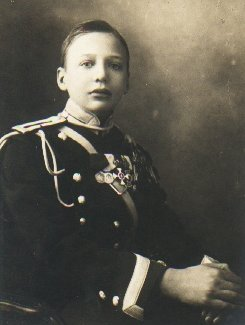
Prince Igor Konstantinovitch de Russie (24 ans)

## Sources
- (en) Cet article est partiellement ou en totalité issu de l’article de Wikipédia en anglais intitulé « Varvara Yakovleva » (voir la liste des auteurs).

- (ru) Cet article est partiellement ou en totalité issu de l’article de Wikipédia en russe intitulé « Варвара (Яковлева) » (voir la liste des auteurs).